# Ванаториј Мичи (Ђурђу)
Ванаториј Мичи (рум. Vânătorii Mici) насеље је у Румунији у округу Ђурђу у општини Ванаториј Мичи. Oпштина се налази на надморској висини од 112 m.

## Становништво
Према подацима из 2002. године у насељу је живело 5049 становника, од којих су сви румунске националности.

### Хронологија
| Година       | 1992 | 1993 | 1994 | 1995 | 1996 | 1997 | 1998 | 1999 | 2000 | 2001 | 2002 | 2003 | 2004 | 2005 | 2006 | 2007 | 2008 | 2009 | 2010 | 2011 | 2012 | 2013 | 2014 | 2015 | 2016 | 2017 |
| ------------ | ---- | ---- | ---- | ---- | ---- | ---- | ---- | ---- | ---- | ---- | ---- | ---- | ---- | ---- | ---- | ---- | ---- | ---- | ---- | ---- | ---- | ---- | ---- | ---- | ---- | ---- |
| Становништво | 5370 | 5260 | 5180 | 5151 | 5067 | 5060 | 5069 | 5013 | 5007 | 5009 | 4960 | 4923 | 4891 | 4845 | 4826 | 4836 | 4805 | 4798 | 4760 | 4731 | 4713 | 4684 | 4678 | 4659 | 4659 | 4657 |